# メンフィス (原子力潜水艦)
|          |                                            |
| 艦歴     |                                            |
| 発注     | 1971年2月4日                               |
| 起工     | 1973年6月23日                              |
| 進水     | 1976年4月3日                               |
| 就役     | 1977年12月17日                             |
| 退役     | 2011年4月1日                               |
| 母港     | ニューハンプシャー州ポーツマス             |
| 性能諸元 |                                            |
| 排水量:  | 満載：6,087 トン、 基準：5,716 トン        |
| 全長     | 110.3 m (362 ft)                           |
| 全幅     | 10 m (33 ft)                               |
| 喫水     | 9.4 m (31 ft)                              |
| 最大速   | 水上25 kt (46 km/h)、 水中30+ kt (56 km/h) |
| 潜行深度 | 290 m (950 ft)                             |
| 機関     | S6G reactor 1基                            |
| 乗員     | 士官12名、兵員98名                         |
| モットー |                                            |
|          |                                            |

メンフィス (USS Memphis, SSN-691) は、アメリカ海軍のロサンゼルス級原子力潜水艦の4番艦。艦名はテネシー州メンフィスに因んで命名された。その名を持つ艦としてはカンバーランド級給油艦10番艦(T-AO-162)以来6隻目。

## 艦歴
メンフィスは1971年2月4日にバージニア州ニューポート・ニューズのニューポート・ニューズ造船所に建造発注され、1973年6月23日に起工した。1976年4月3日にキャシー・ビアード夫人によって命名、進水し、1977年12月17日に艦長G・デニス・ヒックス中佐の指揮下就役する。
1981年3月、メンフィスはパナマ運河を経由した世界周航を終え、その中には第6艦隊と第7艦隊両方での作戦活動を含んだ。
メンフィスは1989年に戦闘対応のまま実験潜水艦に指定され、ロサンゼルス級およびシーウルフ級のための複合船体構造、無人潜水艇、新型ソナー、水中抵抗減少およびそのほかの先進技術の試験台となった。
1990年代中頃に改修を受け、多くの修正のため排水量は約50トン増えたが、その修正は後部に集中した。
- セイル後方に遠隔作業機を収納するファイバー・プラスティック製容器の装着
- 実験用牽引式ソナー・アレイを牽引するためのウィンチとドラムの装備
- ソナー・トランスデューサー・アレイを収納する高さ4.27m、幅1.37mの容器を後部スタビライザー後端に装着
- 54mmの牽引式アレイ・ディスペンサーをセイルの左舷水平翼に新型ウィンチで装備
- 艦尾スタビライザーの支持架装着
- 新型油圧装置
- 光ファイバーデータバス
- 電子試験機材運用のための58種の標準化設備ラック装着

1994年1月にメンフィスはメイン州キタリーのポーツマス海軍造船所入りし、燃料補給および複合オーバーホール、研究開発任務支援のための修正作業が始められた。有効性確認が完了すると、メンフィスはコネチカット州グロトンで第12潜水艦開発部隊に配属された。
メンフィスは複合材料で作られた通常の半分の重量のプロペラ・シャフトをテストし、1998年にはロッキード・マーティンの海中ユニバーサル・グラビティ・モジュール (Universal Gravity Module, UGM) が装着された。
2005年5月3日に北極点を二度通過し、11月3日にニューロンドンに帰還した。
メンフィスは2005年のバッテンベルク・カップを受賞した。
2006年5月6日、イラク暴動に対して展開し、8月7日にニューロンドンに帰還した。
2007年6月27日、ポーツマス海軍造船所入りした。
2011年4月1日退役。

## クルスク陰謀説
2000年8月12日にオスカー級原子力潜水艦のクルスクがバレンツ海での演習中に事故を起こし沈没したが、クルスクはトレド (USS Toledo, SSN-769) およびメンフィスの攻撃を受けて沈没したとする説がある。同説の主張者は、クルスクの船体に開いた2つの穴と、事故の三日後の8月15日にトレドが修理のためノルウェーの港に入港したことをその証明だとする。

## 登場作品
『Dangerous Ground』
ラリー・ボンドの小説。
『Madame Terror』
ヤン・ギィユーの小説「メンフィス」の魚雷により「クルスク」が撃沈されたとして描かれている。